# 藍異齒䲁
藍異齒䲁（學名：Ecsenius lividanalis），又稱藍無鬚䲁，為輻鰭魚綱鳚形目䲁科異齒䲁屬的一種，分布於西太平洋菲律賓、印尼、澳洲北部、巴布亞新幾內亞與索羅門群島海域，深度1至12公尺，本魚體延長，稍側扁，似圓柱狀；頭鈍短。前鼻孔具一鼻鬚；無眼上鬚及頸鬚，後犬齒，兩側各一個，側線無垂直孔對，體色有兩種形式: 一種顏色的形狀有藍色的頭、黃色的身體和虹膜；另一種形式是暗淡的（或很少整體為黃色），具有藍白色的虹膜、黃色的背部表面和黃色的尾巴，體長可達5公分，棲息在礁石斜坡的珊瑚上，具領域性，雌魚產附著性卵，雄魚有護卵行為，幼魚為浮游性，生活習性不明，可做為觀賞魚。